# Stykkishólmsbær
Stykkishólmsbær is een gemeente in het westen van IJsland in de regio Vesturland aan de noordkant van het schiereiland Snæfellsnes. De gemeente heeft 1.149 inwoners (in 2006) en een oppervlakte van 10 km². De enige plaats in de gemeente is Stykkishólmur.
Akraneskaupstaður · Hvalfjarðarsveit · Skorradalshreppur · Borgarbyggð · Grundarfjarðarbær · Helgafellssveit · Stykkishólmsbær · Eyja- og Miklaholtshreppur · Snæfellsbær · Dalabyggð